# DDCD
DDCD (anglicky Double Density Compact Disc – kompaktní disk se zdvojenou hustotou) je speciální formát CD-ROM/RW/R, které má menší vzdálenost stop od sebe. Tuto technologii představily firmy Sony a Philips v roce 2000. Byl to však jen další neúspěšný pokus o rozšíření starší technologie.

## Rozdíly
U standardního CD je to 1,6 µm, kdežto u DDCD 1,1 µm. Stejně tak minimální vzdálenost pitů je 0,623 µm oproti 0,833 µm. Díky těmto vlastnostem se násobí kapacita CD téměř 2×, tedy na 1,3 GB.

## Co se nemění
Nemění se velikost pitu, zůstává i 2048 bitů na sektor.

## Použití
DDCD zatím nalézá použití u domácího videa, jelikož lze na něj vypálit až 150 minut záznamu. Vypalování se nazývá HD-BURN.

## Kompatibilita
Tato média nejsou kompatibilní s běžnými CD mechanikami. Lze je číst na mechanikách, které tento formát podporují.